# Missa núm. 1 (Schubert)
La Missa núm. 1 en fa major, D 105, és una missa composta per Franz Schubert l'any 1814. És per a solistes (dues sopranos, dos tenors, contralt i baix), cor de SATB, i una orquestra amb oboè, clarinet, fagot, 2 trompes, violins I i II, violes i baix continu (cel·lo, contrabaix i orgue). És la primera de les misses de Schubert que fou interpretada, i és del tipus missa solemnis.

## Context

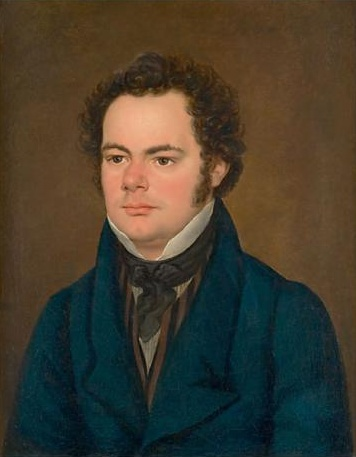
Retrat de Franz Schubert, per Franz Eybl (1827)

La missa va ser composta per a celebrar el centenari de l'església parroquial de Lichtental, actualment una part de Viena. Era l'església familiar on anava la família Schubert i, per això, és coneguda com la Schubertkirche (església de Schubert). El maig de 1814 Schubert va rebre una invitació per compondre una missa per l'aniversari de la parròquia. L'estrena va realitzar-se el 25 de setembre amb una estimació de 62 intèrprets, un conjunt de músics gran per les actuacions habituals de l'època. El seu germà, Ferdinand va tocar l'orgue, Michael Holzer feia de mestre de cor, Josef Mayseder era el concertino, Therese Grob va cantar de soprano solista, i Schubert n'era el director. Podria ser que Antonio Salieri, mestre de Schubert, hagués assistit a l'estrena. S'ha dit que va abraçar al seu alumne i li va dir "der mir noch viele Ehre machen wird" ("em portaràs encara més honor").
Ferdinand va escriure que deu dies més tard va tenir lloc un segon concert a St Augustine Església de Tribunal, amb un públic de prestigi que pot haver-hi inclòs personalitats estrangeres.
L'amor de Schubert per Therese Grob, pot haver-se iniciat durant la composició d'aquesta missa. El prominent solo de la primera soprano, amb una tessitura aguda, va ser dissenyat per a lluir la seva veu.
Schubert va compondre un "Dona nobis pacem" alternatiu, D 185, l'abril de 1815. Això pot haver-hi estat compost per a un ofici durant les protestes públiques davant la fuga de Napoleó de l'illa d'Elba; alternativament, podria haver-hi estat per a un segon concert de la missa a l'església de Lichtental el diumenge de Trinitat. Reemplaça una part fugada més curta en la secció de 1814.

## Estructura
La peça està dividida en sis moviments. La interpretació de la missa dura aproximadament 40 minuts. Les notes es basen en la revisió de Schubert de 1815.
1. "Kyrie" Larghetto, fa major, 6/8
2. "Gloria" Allegro vivace, do major, alla breve
"Gratias agimus tibi..." Andante con moto, fa major, 3/4; STB solistes
"Domine Deus, Rex coelestis..." cor
"Domine Deus, Agnus Dei..." Adagio, fa major, 4/4; SATB solistes i cor
"Quoniam tu solus sanctus..." Allegro, do major, 4/4
"Cum sancto spiritu..." Allegro vivace, do major, 2/2
3. "Credo" Andantino, fa major, 3/4
4. "Sanctus" Adagio maestoso, fa major, 4/4
5. "Benedictus" Andante con moto, si♭ major, 3/4; soprano i quartet de tenors
6. "Agnus Dei" Adagio molto, fa menor, 4/4
"Dona nobis pacem..." Allegro molto, fa major, 6/8